# Alessio (cardinale)
Alessio (Roma, ... – Roma, 24 aprile 1189) è stato un cardinale italiano.

## Biografia
Nato a Roma, nella Regione dei Monti, vicino alla Suburra ed era membro della famiglia Capocci; era nipote del papa Anastasio IV ed imparentato con il cardinale Pietro di Miso.
Entrò giovanissimo nei Canonici Regolari di San Vittore di Parigi. Subdiacono della chiesa romana, durante lo scisma iniziato nel 1159, appoggiò papa Alessandro III, nonostante la sua stretta amicizia con l'antipapa Vittore IV. 
Fu legato di papa Alessandro III in Scozia con la missione di risolvere la controversia tra il re Guglielmo I e il capitolo della cattedrale di Saint Andrews, relativo all'elezione del nuovo arcivescovo. Dopo essersi informato sulle ragioni, il legato depose e scomunicò Hugh, il cappellano reale, che era stato nominato e consacrato con l'appoggio del re; inoltre confermò la legittima elezione di Giovanni lo Scozzese. In ogni caso la lotta continuò, tanto che nel 1183 sia Giovanni che Hugh rinunciarono ai loro diritti.
Fu creato cardinale presbitero di Santa Susanna da papa Clemente III nel concistoro del 12 marzo 1188. Sottoscrisse le bolle papali tra il 28 marzo 1118 e 23 marzo 23 1189.
Morì a Roma il 24 aprile 1189.